# テル川
テル川(テルがわ、スペイン語: Río Ter)は、スペイン・カタルーニャ州ジローナ県を流れる河川。
総延長は208km。流域面積は3,010km2。流量は840hm3/年であり、河口部の平均流量は25m3/秒。水源はピレネー山脈の標高2,400m地点にあり、リポリェス郡、オソナ郡、セルバ郡、ジロネース郡、バッジ・アンポルダー郡の各郡を流れる。流域の最大都市はジローナ県の県都ジローナであり、ビック郊外をも流れる。中流域・下流域でもかなりの水量の河川が合流し、ラスタルティトで地中海にそそぐ。春と秋には洪水の影響を受けやすい。